# Santiago Soler i Amigó
Santiago Soler Amigó (Badalona, 13 d'agost de 1943 - Badalona, abril de 1999), fou un dels anarquistes del grup de Salvador Puig Antich que militaren en el Moviment Ibèric d'Alliberament (MIL). Santi Soler era un dels teòrics del grup en el que utilitzavà els àlies de El Petit i Fede. El setembre de 1973 fou detingut per la policia a la sortida del seu pis del carrer Casp de Barcelona i posteriorment utilitzat d'ham per detenir Puig Antich i altres activistes del MIL. Soler Amigó era de baixa estatura per un problema de columna vertebral i de salut delicada i fou sotmès a maltractaments en el seu interrogatori. Fou empresonat i després de la mort de Franco amnistiat. Col·laborà en la revista llibertària Ajoblanco durant la transició i també a Solidaridad Obrera, òrgan de premsa de la CNT de Catalunya. El 1978 publicà el llibre Lucha de clases y clases de lucha. Fou un membre del CEDALL (Centre de Documentació Antiautoritari i Llibertari) de Badalona.
El seu germà Joan Soler Amigó es va dedicar a la història local i a l'estudi del folklore català.